# Златоустівка (Волноваський район)
Златоу́стівка — село Хлібодарівської сільської громади Волноваського району Донецької області України.

## Загальні відомості
Відстань до райцентру становить близько 22 км і проходить автошляхом місцевого значення. Двічі на день приходить автобус із Маріуполя.

## Населення

### Мова
Розподіл населення за рідною мовою за даними перепису 2001 року:
| Мова            | Кількість | Відсоток |
| --------------- | --------- | -------- |
| російська       | 1389      | 74.08%   |
| українська      | 482       | 25.70%   |
| грецька         | 2         | 0.11%    |
| інші/не вказали | 2         | 0.11%    |
| Усього          | 1875      | 100%     |

За даними перепису 2001 року населення села становило 1875 осіб, із них 25,71 % зазначили рідною мову українську, 74,08 % — російську та 0,11 % — грецьку мову.

## Новітня історія
10 березня 2015-го підірвався на «розтяжці» під час виконання бойового завдання у селі Златоустівка сержант 1-ї танкової бригади Роман Пиясюк.